# Villa Tulumba
Villa Tulumba is een plaats in het Argentijnse bestuurlijke gebied Tulumba in de provincie Córdoba. De plaats telt 1.161 inwoners.

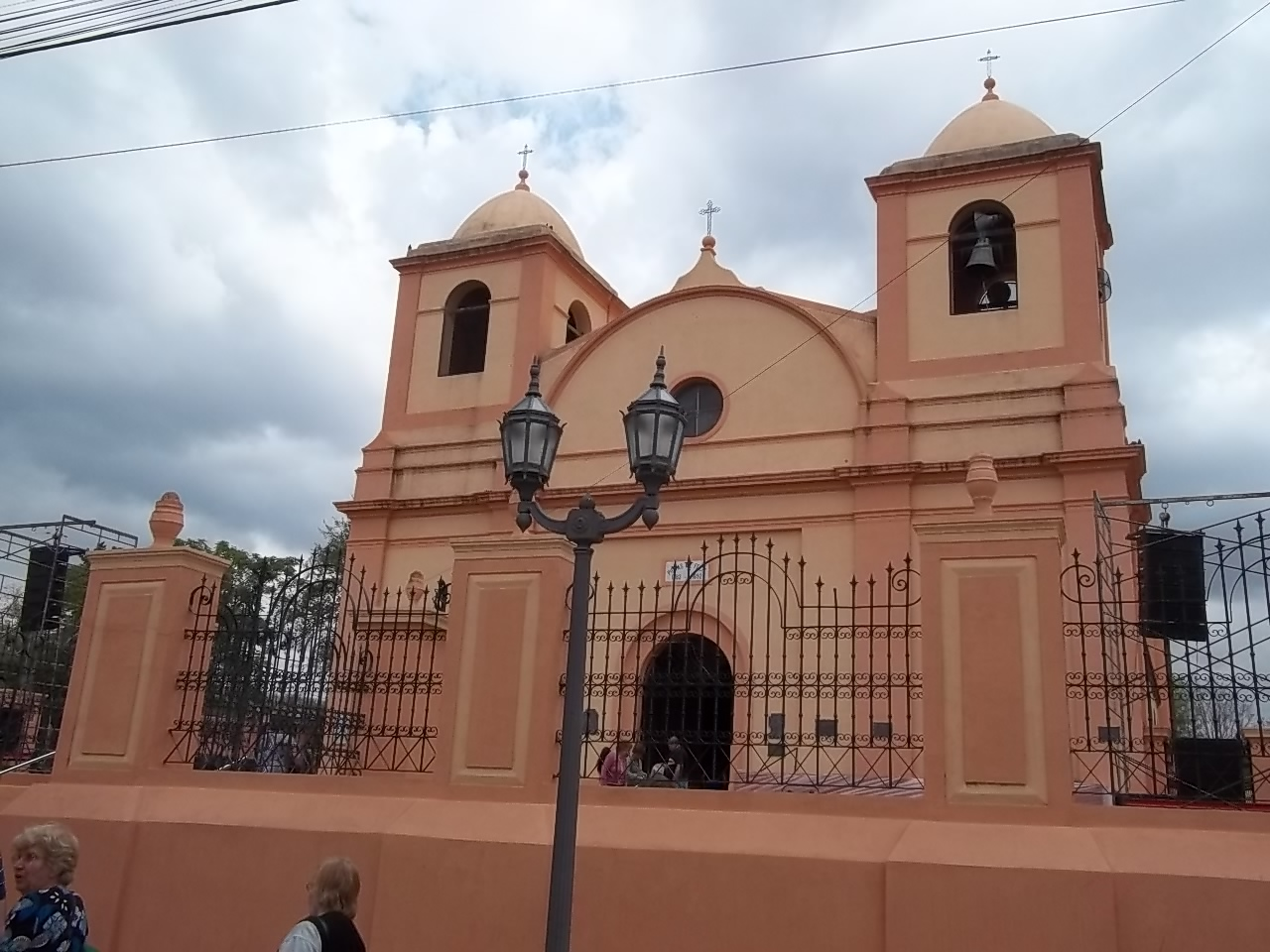
Kerk